# 名鉄豊川線
豊川線（とよかわせん）は、国府駅から豊川稲荷駅までを結ぶ名古屋鉄道（名鉄）の軌道路線である。全線が愛知県豊川市内にある。

## 概要
もともとは太平洋戦争中、豊川海軍工廠への通勤輸送を目的に建設された路線だが、今は主に豊川稲荷への参詣路線として機能していて年末年始には混雑する。全線が鉄道事業法ではなく軌道法に基づく軌道として建設されたが、全区間専用軌道で、自動閉塞を採用し、鉄道線と同じ大型の電車が運行される。ただし、開業当初は「豊川市内線」と呼ばれ、路面電車タイプの電車が充当されていた。岐阜地区の岐阜市内線・美濃町線・田神線が2005年3月31日限りで廃止された後は、名鉄唯一の軌道線となった。
運賃計算区分はC（運賃計算に用いる距離は営業キロの1.25倍）。すべての駅でmanacaなどの交通系ICカード全国相互利用サービス対応カードが使用できる。名古屋本線の駅でもある国府駅以外の豊川線の駅はすべて無人駅である。豊川線内では特別車を連結した快速特急・特急・急行が運行され全駅に停車するため、全駅の自動券売機でミューチケットが購入できる。
なお、『鉄道要覧』による起点は国府駅だが、列車運行および旅客案内、列車番号の設定においては、豊川稲荷駅から国府駅へ向かう列車が下り、逆方向が上りとなっている。
利用は名古屋本線名鉄名古屋方面へ長距離の通勤通学が主体である。日中以外の時間帯は直通列車が運行されており、輸送力は確保できているものの初詣などのイベントがないときは線内のみの利用客はそれほど多くない。
途中の駅（国府駅の5・6番ホームを含む）のホームは6両分で、終点の豊川稲荷駅も6両分のため、豊川線内で8両編成の運転はできない。

### 路線データ
- 路線距離（営業キロ）：7.2 km
- 軌間：1067mm
- 駅数：5駅（起終点駅含む）
- 複線区間：なし（全線単線）
- 電化区間：全線（直流1500V）
- 閉塞方式：自動閉塞式[2]
- 保安装置：M式ATS[2]
- 交換可能駅：八幡駅、諏訪新道信号場、稲荷口駅
- 最高速度：85 km/h[2]
- 最小曲線半径：200m（稲荷口駅 - 豊川稲荷駅間）
- 軌条：50kgPS、50kgN

## 歴史
太平洋戦争中、豊川海軍工廠への通勤輸送を目的に国府駅 - 市役所前駅（現：諏訪町駅）間が建設された。戦時中のため、レールは他線区からの流用品で賄われた（どこから流用されたかは「旧・西尾線（岡崎新 - 西尾）」、「碧西線（今村 - 西尾）」、「渥美線（三河田原 - 黒川原）」 など諸説ある）。豊川変電所は渥美線の天白変電所の機器、車両は瀬戸線や揖斐線・谷汲線の車両を転用して賄われた。
終戦後、豊川市によっていち早く路線延長の計画が進められ、1948年には運輸省の許可を得て、都市計画街路に沿う形で、市役所前駅 - 豊川駅前広場間の路線延長に取り掛かるものの、着工直前に街路の拡張に関して土地問題がこじれ、中止を余儀なくされている。
名古屋・岡崎方面からの豊川駅までの乗り入れは、1926年に伊奈駅から分岐して小坂井駅に至る小坂井支線を通り、小坂井駅から豊川鉄道線（現在の飯田線）に直通運転することで果たしており、豊川鉄道が飯田線として国有化された後も続行した。しかし、次第に豊川鉄道時代のような運行が困難となり、抜本的な輸送力増強が必要となったため、1954年に豊川線が豊川稲荷駅まで延伸、小坂井支線は廃止された。
設備面では、木製架線柱が比較的遅くまで残っていたが、2000年頃にほとんどがPC柱に更新された。途中駅・信号場の行き違い設備の分岐器は当初はすべてスプリングポイントで、正月輸送期間以外は使用せず直線側に固定されていた（つまり全線で1閉塞であった）が、1982年の自動閉塞化時に稲荷口駅を除いて遠隔操作化され、通年使用されるようになった。また、この時各行き違い設備に出発信号機が設置され、交換時は左側通行となっている。それまでは場内信号機のみで正月期間のみの使用、スタフ受渡しのため右側通行であった。また、同じ正月輸送期間内でも、すべての行き違い設備を使用する（4閉塞に分かれる）のは毎時最大6往復を運行する1月1日 - 7日頃までの毎日と2月11日頃までの休日のみで、それ以外の同期間内の平日は諏訪新道駅（→信号場）のみ使用（2閉塞）の毎時最大4往復運転であった。

### 年表
- 1945年（昭和20年）2月18日：豊川市内線として国府駅 - 市役所前駅（現：諏訪町駅）間が開業[8][4]。
- 1946年（昭和21年）6月1日：野口駅を市田駅に改称[9]。
- 1948年（昭和23年）10月15日：第二師範前駅、高等師範前駅開業[10]。
- 1949年（昭和24年）
  - 10月1日：ダイヤ改正。朝夕時のみ停車していた第二師範前駅、高等師範前駅に全列車が停車するようになる[11]。
  - 12月1日：第二師範前駅を八幡口駅に改称[12]。
- 1953年（昭和28年）12月16日：架線電圧を600Vから1500Vに昇圧[13]。国府駅 - 八幡口駅間の白鳥駅廃止。
- 1954年（昭和29年）
  - 4月1日：市役所前駅 - 稲荷口駅間が開業[14]。高等師範前駅を新道駅に改称[15]。
  - 12月25日：稲荷口駅 - 新豊川駅（現：豊川稲荷駅）間が開業し全通[14]。豊川線に改称[15]。伊奈駅 - 小坂井駅間の小坂井支線廃止[15]。
- 1955年（昭和30年）
  - 1月20日：新道駅を諏訪新道駅に、市役所前駅を諏訪町駅に改称。
  - 5月1日：新豊川駅を豊川稲荷駅に改称[16]。
- 1966年（昭和41年）3月25日：ダイヤ改正。線内折返し特急を新設[17]。
- 1968年（昭和43年）5月12日：ダイヤ改正。東岡崎駅 - 豊川稲荷駅間に準急を設定[18]。
- 1969年（昭和44年）7月26日：ダイヤ改正。線内折返し特急廃止[19]。
- 1970年（昭和45年）12月25日：ダイヤ改正。準急列車の名古屋本線直通を廃止し、朝夕時の線内運行のみの設定となる[19]。
- 1972年（昭和47年）6月1日：八幡口駅・市田駅・諏訪新道駅を廃止、新設の八幡駅に統合。八幡口駅・諏訪新道駅は信号場として存続[20]。また、線内の全駅が6両編成停車可能なホームを有するようになった。
- 1974年（昭和49年）9月17日：ダイヤ改正。基本運行パターンを東岡崎駅直通（名古屋本線内も普通）から線内折り返しに変更。
- 1977年（昭和52年）3月20日：ダイヤ改正。名古屋本線直通優等列車を日中に2往復設定[18]。
- 1982年（昭和57年）12月15日：閉塞方式をスタフ閉塞から自動閉塞に変更。同時にCTCを導入し（管理駅は国府駅）、駅・信号場の列車交換を右側通行から左側通行に変更[21]。
- 1985年（昭和60年）3月14日：ダイヤ改正。名古屋本線直通急行を新設（当初は犬山線経由新岐阜発着）[22]。
- 1987年（昭和62年）1月1日：ダイヤ改正。新岐阜行き直通急行の経路を犬山駅経由から新一宮駅経由に変更[19]。
- 1988年（昭和63年）1月：前年の国府駅橋上駅舎化に伴い、正月輸送で毎時7往復運行を試行（2代目3300系を使用。この年限り）。
- 1991年（平成3年）1月：前年の特急施策変更に伴い、正月輸送で「新春ライナー」「全車一般席特急」を運行。
- 1993年（平成5年）8月12日：ダイヤ改正。通年運転の特急を新設[23]。
- 1996年（平成8年）12月14日：八幡駅付近の高架化完成[24]。これに先立ち八幡口信号場を廃止。区間最高速度を国府駅 - 八幡駅間で15km/h向上して85km/hに、八幡駅 - 諏訪新道信号場間では10km/h向上して70km/hとなる。
- 2005年（平成17年）
  - 1月29日：ダイヤ白紙改正。通年運転の普通列車を毎時2本追加する[25]。平日朝のみ一部特別車の特急1往復、昼間帯の下りに快速急行を設定。土休日の全車特別車特急の運行が廃止された[26]。
  - 12月14日：八幡駅、稲荷口駅、豊川稲荷駅で、トランパスが利用可能となる（国府駅は3月15日に導入済）。
- 2007年（平成19年）3月14日：諏訪町駅が無人化され、同駅でトランパスが利用可能となる[27]。
- 2008年（平成20年）12月27日：ダイヤ改正。快速急行を廃止し新たに準急を設定。全車特別車特急廃止[28]。
- 2011年（平成23年）
  - 2月11日：ICカード乗車券「manaca」が利用可能となる。
  - 3月26日：ダイヤ改正。線内運転の普通のみすべてワンマン運転化[29]。豊川稲荷駅 → 名鉄岐阜駅間に快速特急を2本新設[30]。
- 2012年（平成24年）2月29日：トランパスの利用が終了。
- 2021年（令和3年）
  - 3月15日：名鉄では初となる、一部特別車の急行を平日朝上りに1本設定[31][32]。
  - 5月22日：ダイヤ改正。平日昼間帯の急行を廃止し、線内折り返しの普通を増発。
  - 10月30日：ダイヤ改正。日中の本数が毎時2本に戻る。
- 2023年（令和5年）3月18日：ダイヤ改正。線内の各駅が特急および快速特急の標準停車駅となる[33]。

## 運行形態
本項では直通する名古屋本線に合わせて豊川稲荷駅から国府駅に向かう列車を下りとして扱う。
平日朝は豊川稲荷発下り基準でみると、5時台が初電の1本、6時台が国府止まり1本の後名古屋本線直通の急行が3本、7時台は快速特急・特急が各1本で間に線内折り返しの普通が2本、8時台は普通のみの4本運行となっている。平日の上り列車は国府発基準で7時台に名古屋方面からの直通急行が1本（2200系で運転されるが、他の名古屋本線の急行とは異なり前2両も特別車として開放されている。特別車には快速特急・特急と同様に、ミューチケットが必要となる。この列車は豊川稲荷駅到着後、折り返し特急になる）あるほかは初電から9時半までは普通のみである（土休日の上りは初電から7時台まで全て普通）。そのため朝ラッシュ時間帯に名古屋方面から豊川線に行くには基本的に国府駅で乗り換えとなる。
昼間は平日・土休日とも線内折り返しの普通列車のみが毎時2往復運転され、平日の夕方以降は名古屋本線直通の準急と線内折り返しの普通列車が、土休日の夕方は名古屋本線直通の急行（朝は準急）と線内折り返しの普通列車が交互に走り、毎時4往復運転されている。快速特急・特急も含めすべての優等種別列車は線内の各駅に停車する。土休日の20時以降は名古屋本線直通の急行または準急のみ毎時2本、22時から23時台の終電までは平日・土休日ともに上りは準急、下りは国府行き普通のみの毎時2本になり、最終の豊川稲荷行きのみ国府発普通である。この列車は最終1本前（最終の豊橋行きは快速特急のため国府駅は通過する）の特急豊橋行きから接続している（2021年5月22日のダイヤ改正以降も名古屋方面から豊川線各駅への終電の時刻は従来と変わらず、改正後に約17分遅くなった豊橋駅より早いままである）。
以前は車両が国府駅で夜間滞泊のため初電前と終電後に回送列車が運行されたが、現在は終電の車両（3500系・3300系・9500系などの3000番台・9000番台車両の6両）がそのまま豊川稲荷駅で夜間滞泊し翌日の初電となる。
現行ダイヤでは、昼間 - 夕刻は上下列車の行き違いが八幡駅で毎時4回（本線直通列車同士・線内列車同士）、稲荷口駅で同2回（上り急行または準急と下り普通）行われる。豊川線では国府駅の場内・遠方信号機を除きすべて2灯式信号機で、安全側線もないため、行き違いの際は、両駅および諏訪新道信号場とも必ず一方の列車が先着してから対向列車が進入する。現行の昼間における普通のみ（普通列車の臨時増発がない場合）毎時2本のダイヤでは稲荷口駅でのみ上下列車が行き違いを行っている。
国府駅では名古屋本線に接続・直通しているものの、急行に接続・直通している例が多く、特急・快速特急に接続・直通する例は少ない。現行ダイヤでは、名古屋方面行き直通列車は国府にて3分で豊橋行き急行に、逆の本線からの直通列車は豊橋発の特急からも5 - 7分で接続する。普通国府止まりは終点の国府駅にて4分で名古屋方面特急に接続するが、この列車のみ豊橋行きへの接続はない（急行豊橋行きまで待つことになる）。また、普通国府発は上下両方向の本線急行から接続する。現行の昼間における普通のみ毎時2本のダイヤでは国府止まり・国府発とも特急（上下両方向）と乗り換えが可能である。
2021年5月22日のダイヤ改正で平日日中の列車は名古屋本線へ直通しなくなり、線内折り返しの普通列車に変更となっている。急行の代替となる普通列車は急行の豊川線内におけるダイヤを踏襲しており、豊川稲荷行きは国府駅で上下各方面の本線特急から接続し、国府行きは急行豊橋行きに接続する（名古屋方面へは急行岐阜行きが発車した後に国府駅に到着となり、快速特急が通過するため接続列車がなく、特急まで待つことになる）。
2021年5月22日のダイヤ改正以降の種別ごとの基本ダイヤは以下のようになっている。

### 快速特急・特急

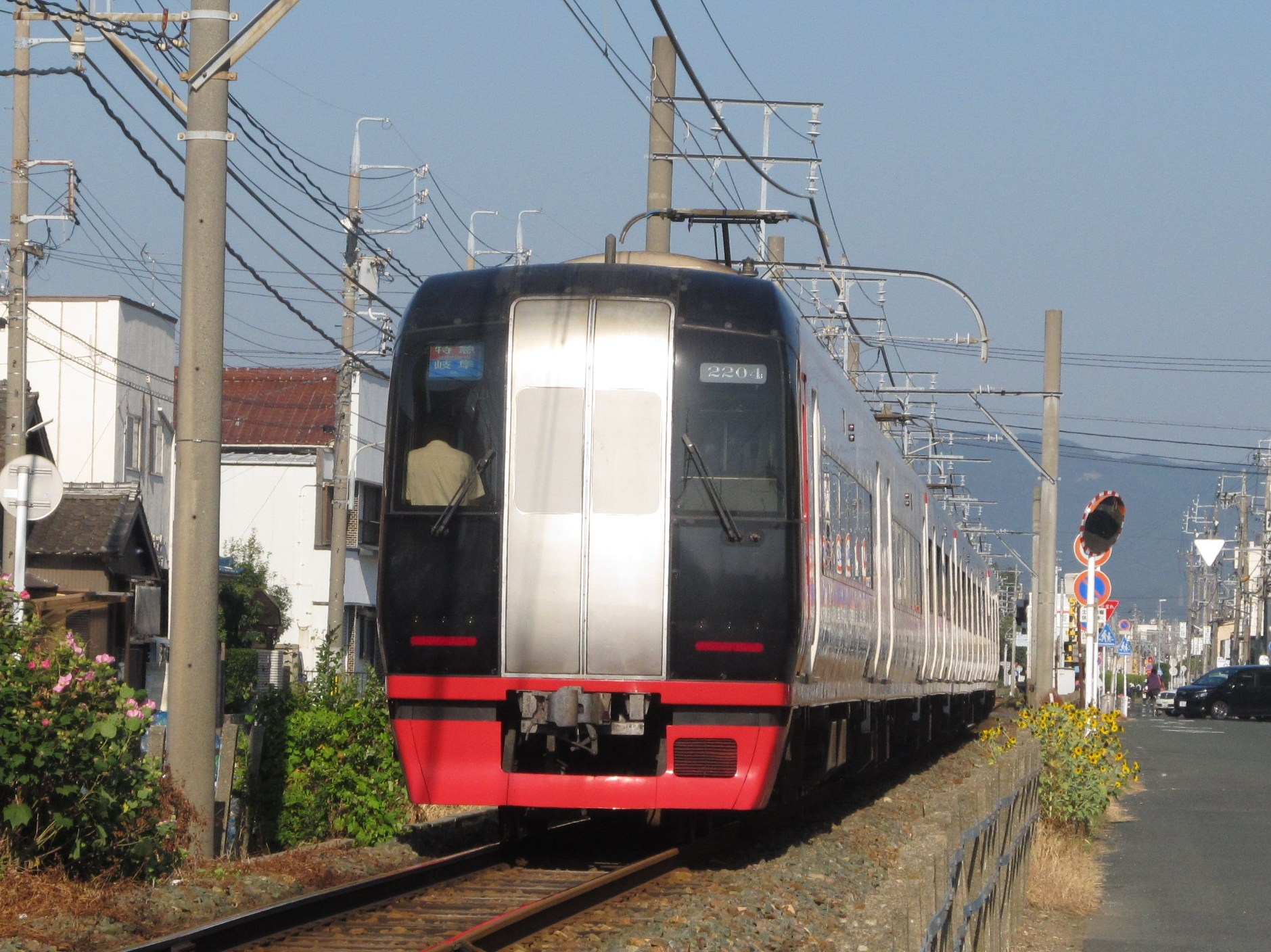
朝の名鉄岐阜行き特急（91列車）

平日朝7時台に、下り方面にのみ一部特別車の快速特急（83列車）と特急（91列車）が各1本設定されている。いずれも行き先は名古屋本線の名鉄岐阜駅である。当初は2本とも快速特急だったが、2011年12月17日のダイヤ改正で91列車が特急へ変更された。快速特急（83列車）は国府駅で前に2両増結して8両になるが、国府駅5番線のホーム有効長は6両なので後ろ2両の締切を行う。後ろ2両となる特別車からはホームに直接乗り降りできないため、一般車の3号車から乗降する必要がある。
快速特急・特急ともに豊川線内の各駅に停車するほか、名古屋本線の本宿駅・美合駅にも特別停車するため、実質的に東岡崎駅まで（特急は知立駅まで）急行と同じ停車駅になっており、快速特急と特急との違いは新安城駅通過の有無のみとなっている。なお、設定当初は豊川線内各駅も特別停車扱いであった。2023年3月18日改正以降は標準停車駅となっている。
2011年3月以前の状況にさかのぼると、まず2005年1月29日改正から2011年3月26日改正までは平日朝に2200系による一部特別車運用が1往復（上りは新鵜沼発、下りは名古屋行き）設定されており、登場時は2200系唯一の本線東部、豊川線定期運用であった。
また、1993年8月12日改正 から2008年12月27日改正まで は全車特別車（全車指定席）特急も設定されており、2005年1月29日改正前まではラッシュ時間帯で1時間に1本（平日朝の1本は1600系の唯一の重連運用）設定されていたが、末期は平日1往復（412列車、283列車）に減便されていた。当該列車は1000系4両編成による運行で、前日夜に名鉄名古屋駅から豊川稲荷行きとして運転された後国府駅で停泊し、翌朝豊川稲荷発新鵜沼行き（2007年6月29日改正までは国府駅で4両増結）として運行していた。線内の途中停車駅は諏訪町駅のみで、名古屋本線の美合駅にも特別停車していた。

### 急行・準急

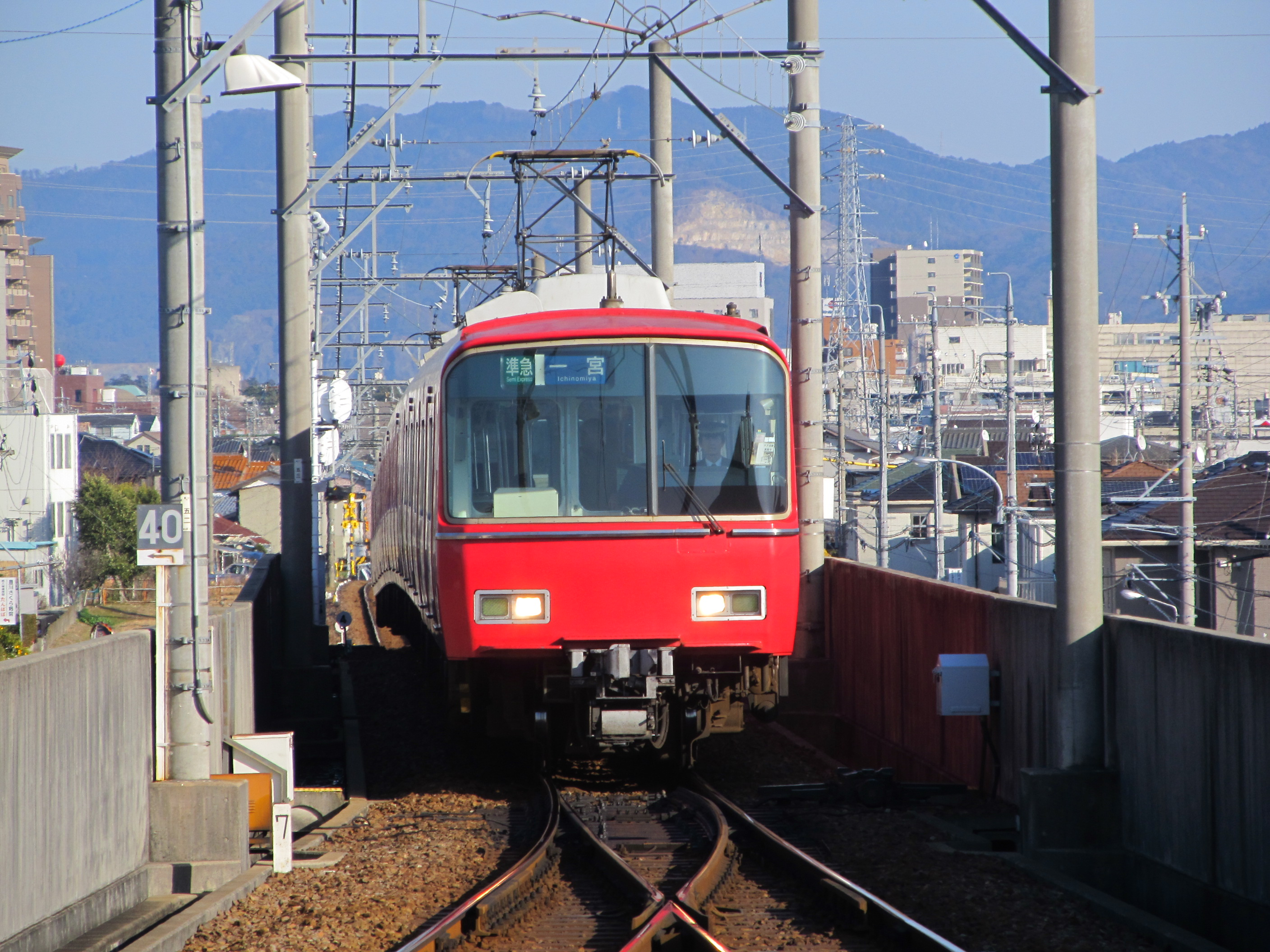
八幡駅に進入する名鉄一宮行き準急

平日朝と土休日の昼間帯以降は急行が、平日の夕方以降と土休日の朝と夜には準急が毎時2本設定されている。すべて名古屋本線へ直通（基本的には、名鉄一宮駅発着）しており、線内のみの運行はない。急行・準急ともに線内は各駅に停車する。4両編成が基本であるが、平日夕方を中心に一部は6両で運行される。また、平日朝には特急運用への送り込みも兼ねた2200系の急行が設定されているが、特例で2021年3月より特別車にも乗車が可能である。
名古屋本線内では、急行標準停車駅にのみに停まる列車は少なく、平日は大里駅、土休日は有松駅と二ツ杁駅にも特別停車するのが基本となっている。また、準急は藤川駅・男川駅にも停車し、東岡崎駅以西は急行に種別変更する。一部を除き、上りは鳴海駅、下りは堀田駅にて特急に追い越されるほか、下りは国府駅で豊橋発の快速特急の通過待ちをして発車する。さらに夕方 - 夜間の上り準急は、国府駅を発車と同時に豊橋行き快速特急に追い越される。
1987年1月1日改正以降 は基本的に名鉄岐阜駅（本線経由）発着だったが、2008年12月27日改正より昼間帯の一部が名鉄一宮駅発着に縮小され、現在は大半が名鉄一宮駅発着となっている。回送による車両交換を除けば、運行は3時間30分サイクルとなっている。
2005年1月29日改正から2008年12月27日改正までの昼間帯下りの急行は快速急行として運行されていた（停車駅は名古屋本線の栄生駅・大里駅 を通過する以外は急行と同じ）。また、下りは国府駅で快速特急を通過待ちした後すぐに発車し、名古屋本線の新清洲駅まで無待避で運行されており、名古屋方面への所要時間が現在よりも約8分短かった。2008年12月27日改正では、下りは2005年1月29日改正以前の堀田駅での特急待避に戻された。また、平日は夕方以降、土休日は朝と夜の急行が準急（東岡崎駅で種別変更）に変更された。
2021年5月22日のダイヤ改正で、平日昼間帯の急行の運行が廃止された一方、土休日の夕方以降の準急が一部を除き急行に変更された。また、朝と夕方以降に行われている大里駅への特別停車が縮小され、2011年3月26日改正から平日昼に行われていた有松駅と二ツ杁駅への特別停車が土休日へ変更された。また、同年10月30日のダイヤ改正で土休日昼間帯の豊川線内での急行の運行が廃止され、当該時間帯の急行は国府駅折り返しに変更となった。更に、2023年3月18日のダイヤ改正で当該急行は豊明駅折り返しの準急に区間短縮・格下げとなったために国府駅にも来なくなった。

### 普通
平日は21時台まで、土休日は19時台まで普通が毎時2本設定されている。2011年3月26日改正からワンマン運転が実施されており（深夜の準急折り返しの国府行き普通列車など、一部の列車には車掌も乗務する）、6800系の6828F - 6839Fのワンマン対応車による2両運転で、名古屋本線・豊橋駅発着の特急との接続を考慮したダイヤが基本になっている。通常名古屋本線へ直通する列車は豊川線内でも種別変更せずにそのまま急行や準急として運行し、豊川線内も各駅に停車するため、普通は線内折り返しの列車しか設定されていないが、名古屋本線東岡崎駅から豊川線に直通する普通が平日朝に1本のみ存在する。
2005年1月29日改正以前は朝と夜を除き普通の設定はなく、名古屋本線直通の急行（線内各駅停車）のみが毎時2本運行されていた。2021年5月22日の改正で、平日昼間帯の急行が廃止されたため、この時間帯のみ普通が毎時4本へ増発された。だが増発された普通は急行の線内におけるダイヤをそのまま踏襲したために名古屋方面の特急や急行への連絡は考慮されておらず、利用者が少なかったため2021年10月30日の改正で削減されており、この時間帯は平日・土休日とも毎時2本のみの運行となっている（土休日は急行が豊川線に入らず国府駅で名古屋方面へ折り返していたが、2023年3月18日の改正で急行自体が区間短縮および準急格下げにより消滅）。2021年5月22日の改正以降は日中の一部の普通列車が4両になり（朝のダイヤから日中のダイヤへ変わる時間帯、および日中のダイヤから夕方のダイヤに変わる時間帯など、主に急行や準急の折り返しとなる列車）、再び車掌も乗務している。
2011年3月26日のダイヤ改正以降、平日朝に2200系を使用した国府発豊川稲荷行きの普通列車が1本運転されている（特別車は締切。この列車は終点の豊川稲荷駅に到着後、折り返し快速特急になる）。

### 正月・多客輸送
かつては毎年1月になると、豊川稲荷への参拝客輸送のため、通常の急行のみのダイヤに加えて線内折り返しの普通と名古屋本線直通の特急が正月輸送として臨時運行されていた が、2005年度以降は運行されていない。
正月輸送がなくなった2006年以降数年間は、正月期間中、2005年1月29日改正で毎時2往復新設された通常2両編成の線内折り返し普通を4両に、通常日中4両編成の急行を6両に増結することや、通常は国府駅で急行に接続する線内折り返しの普通を特急に接続させることなどで、参拝客の輸送力を確保してきたが、現在は一部を除いて臨時列車は運転されておらず車両増結も行われていない。ワンマン運転の普通列車には、安全確保のためにドア扱い専任の乗務員が1名乗り込んでいる。
2013年11月9日・10日は豊川市で開催されるB-1グランプリ in 豊川にあわせ9時台から16時台まで線内折り返しの普通列車を増発し毎時6本の運転とすることで輸送力の増強を図った。両日は国府駅に快速特急が臨時停車し、上り豊橋行きの特急と急行から普通豊川稲荷行きに接続するダイヤとし、9日は急行、準急が6両、線内折り返しの普通が4両で運転されていたが、予想を上回る来場者が詰め掛けた影響で輸送力が限界を超え、国府駅では乗り換えの客で大混雑となった。そのため、10日は線内折り返しの普通を6両にし、8時台の列車を増発する措置を取った。
2022年12月、名鉄は2023年春にイオンモール豊川が開店するのに備えて豊川線の列車を増便することを検討していると報じられた。2023年2月6日、イオンモール豊川の開業日が4月4日と決定し、開業直前の3月30日より5月7日まで豊川線の普通列車が10 -13時台（平日・土休日とも）に上下各7本臨時増発されることになった。臨時普通列車は上下線とも国府駅で基本的に上下本線急行列車と接続する。2023年5月13日から28日までの土休日にも増発が実施された。

## 使用車両
冒頭で述べたように現在も軌道法に準拠する路線であるが、線路設備や運転取扱いは鉄道線である他路線と同格であり使用車両の制限もないため、600V時代に限っては、鉄道線車両モ100形に代わるまで軌道線車両のモ30形が運行されていた（いずれも木造単車）。1953年の昇圧後は1500V車両のほぼ全車種が入線した経歴があり、1970年代には朝ラッシュ時に3880系が運用されたことや、初詣特急としてキハ8000系が入線したこともある。2005年までは8800系の団体列車が月に1回運行されていた。例外としては、キハ8500系やキハ10形・キハ20形・キハ30形、地下鉄直通車の100・200系と300系は今まで入線した記録がない。さらに、過去に運用または入線したが2022年現在の時点で当線の定期運用がない車両としては、1000-1200系列と2000系が挙げられる。
快速特急
線内は6両で運行し、国府駅で2両増結して、本線では8両で運行する。
- 2200系

国府駅で増結する車両
- 3100系
- 3150系
- 9100系

特急
- 2200系

急行・準急・普通
- 3500・3700・3100系
- 3300・3150系
- 9500・9100系
- 5000系（1日2往復のみ)
- 6000・6500・6800系（線内のワンマン列車は6800系を使用）
- 2200系（平日朝の新鵜沼発の急行・平日朝の普通国府発豊川稲荷行きの各1本のみ）

## 沿線概況
国府駅を出ると、0.5キロポストの先まで名古屋本線と並行する。その後左に半径600mのカーブで本線と分かれ田園地帯を快走、開通当時白鳥駅があった地点から23パーミルの勾配を登り、1996年に完成した高架区間へ入ると付近は住宅地となり、まもなく八幡駅に到着する。駅周辺は、北側には飲食店やスーパーマーケット、南側一帯は大手メーカーや地元企業の製菓工場を擁する野路工業団地と呼ばれる工業団地が広がっている。また駅に隣接して2013年5月に豊川市民病院が移転開設され、2023年4月にはイオンモール豊川が開店した。八幡駅を出ると旧市田駅があった付近で再び地上に下り、諏訪新道信号場を過ぎると両側に道路（県道諏訪停車場線）が並行し、ほどなく諏訪町駅に到着する。付近は戦後になって公共施設や商業施設などが集積し豊川市の中心市街地として発展してきた地区である。同駅の稲荷口駅方には豊川市中心部と豊橋市を結ぶ南大通（県道豊橋豊川線）と交差する踏切があり、車がひっきりなしに通る。
諏訪町駅から稲荷口駅までは、途中の佐奈川橋梁部分以外は線路両側に道路が沿っている。1960年代までは線路と道路を仕切る柵がなかった。区間最高速度は60km/hまで下がる。稲荷口駅は一時期の終点で、かつては南側に留置線が1線あった。稲荷口駅から終点の豊川稲荷駅までは家と家の間をすり抜けるように走り、区間最高速度は55km/h。左に半径200mで急カーブしてJR飯田線の線路が近づき、姫街道の踏切を過ぎてJR豊川駅の大きな建物が見えてくると終点、豊川稲荷駅に到着である。

## 駅一覧
- 全駅愛知県豊川市内に所在。
- 種別に関係なく全列車が各駅に停車（表中省略）。停車駅は2023年3月18日改正時点。

凡例
線路（全線単線） … ｜：交換不可 ∨・∧・◇：交換可能駅・信号場
| 駅番号 | 駅名           | 駅間 キロ | 営業 キロ | 接続路線                                  | 線路 |
| ------ | -------------- | --------- | --------- | ----------------------------------------- | ---- |
| NH04   | 国府駅         | -         | 0.0       | 名古屋鉄道：NH 名古屋本線（直通列車あり） | ∨    |
| TK01   | 八幡駅         | 2.5       | 2.5       |                                           | ◇    |
|        | 諏訪新道信号場 | -         | (3.8)     |                                           | ◇    |
| TK02   | 諏訪町駅       | 1.9       | 4.4       |                                           | ｜   |
| TK03   | 稲荷口駅       | 1.6       | 6.0       |                                           | ◇    |
| TK04   | 豊川稲荷駅     | 1.2       | 7.2       | 東海旅客鉄道：CD 飯田線（豊川駅: CD05）   | ∧    |

## 利用状況
各駅の年間乗車人員の推移は以下の通り（詳細は各駅を参照）。